# Dorothy Richardson
Dorothy Richardson, född 17 maj 1873 i Abingdon, Oxfordshire, död 17 juni 1957 i Beckenham i dåvarande Kent (numera i Bromley, London), var en brittisk författare och journalist.

## Biografi
Richardson föddes i Abingdon 1873 men flyttade med sin familj till Worthing, West Sussex, 1880 och sedan till Putney, London 1883. Vid sjutton års ålder började hon, på grund av hennes fars ekonomiska svårigheter, att arbeta som guvernant och lärare, först 1891 under sex månader i skola i Tyskland. År 1895 slutade Richardson sitt arbete som guvernant för att ta hand om sin svårt deprimerad mor, som dock begick självmord samma år. Richardsons far hade gått i konkurs i slutet av 1893.
Richardson flyttade 1896 till Bloomsbury, London, där hon arbetade som receptionist/sekreterare/assistent i en tandklinik på Harley Street. I Bloomsbury i slutet av 1890-talet och början av 1900-talet, umgicks hon med författare och radikaler, som Bloomsbury-gruppen. H G Wells (1866-1946) var en vän och de hade en kort affär som ledde till en graviditet och sedan missfall, 1907. Sedan hon hade publicerat en första artikel år 1902, hade hennes författarskap som frilansjournalist verkligen kommit igång omkring 1906, med periodiska artiklar om olika ämnen, bokrecensioner, noveller och dikter, samt översättning från tyska och franska. Under denna period blev hon intresserad av Quakers och publicerade två böcker om dem 1914.
År 1915 publicerade Richardson sin första roman Pointed Roofs, den första kompletta stream of consciousness-romanen publicerad på engelska. Hon gifte sig med konstnären Alan Odle (1888-1948) 1917 - en distinkt bohemisk figur, som var femton år yngre än hon. Från 1917 fram till 1939, tillbringade paret sina vintrar i Cornwall och sina somrar i London; och därefter bodde de permanent i Cornwall fram till Odles död 1948. Hon försörjde sig själv och sin make med frilansuppdrag för tidskrifter under många år. År 1954, tvingades hon flytta till ett vårdhem i Londonförorten Beckenham, Kent, där hon dog 1957.

## Författarskap
I en genomgång av Pointed Roofs (The Egoist, April 1918), använde May Sinclair för första gången termen "stream of consciousness" i sin diskussion om Richardsons stilistiska innovationer. Richardson, föredrog dock begreppet inre monolog. Pointed Roofs var den första volymen i en sekvens av 13 romaner under titeln Pilgrimage. Miriam Henderson, huvudpersonen i dessa, bygger på författarens eget liv mellan 1891 och 1915.
Richardson är också en viktig feministisk författare, på grund av hur hennes arbete förutsätter giltigheten och betydelsen av kvinnliga erfarenheter som ett ämne för litteratur. Hennes varsamhet med språkets konventioner, hennes töjning av de normala reglerna för skiljetecken, meningslängd, och så vidare, används för att skapa en kvinnlig prosa, som Richardson såg som nödvändig för att uttrycka kvinnliga erfarenheter. Virginia Woolf 1923 noterade, att Richardson "har uppfunnit, eller, om hon inte har uppfunnit, utvecklat och tillämpat för sina egna ändamål, en mening som vi skulle kunna kalla den psykologiska meningen med det kvinnliga könet."